# Droga na molo w Wigan
Droga na molo w Wigan (w oryginale The Road to Wigan Pier) – socjologiczna książka George’a Orwella wydana przez brytyjski Klub Książki Lewicowej w 1937.
Składa się z dwóch części. Pierwsza z nich obejmuje reportaż z życia i pracy robotników (zwłaszcza górników) w północnej Anglii, gdzie leży tytułowe miasto, druga natomiast ma charakter eseju, w którym autor poddaje analizie, nierzadko krytycznej, brytyjski ruch socjalistyczny.
Po raz pierwszy wydana została w Polsce w 2005 i poprzedzona fragmentami dziennika Drogi na molo w Wigan.